# ۱۲۸۰ (میلادی)
۱۲۸۰ (میلادی) هزارو دویست و هشتادمین سال تقویم میلادی است.

## درگذشتگان
- ۲۲ اوت – نیکلاس سوم، کشیش ایتالیایی (ز. ۱۲۱۸)
- ۱۵ نوامبر – آلبرتوس ماگنوس، شیمی‌دان و کشیش آلمانی